# Ambasadori
Ambasadori su bosanskohercegovačka pop-rock grupa.
Sredinom 60-tih godina pojavom Beatles-a jugoslavenska popularna glazba ulazi u stadijum elektronske pop glazbe i postaje stvarnost digitalnog doba. Početak poznate Sarajevske škole pop rocka vezuje se za 1962. godinu, kada se uz bend Pauk, pojavljuje grupa Indeksi. Njihova glazba je bila inspirirana Beatlesima i Shadowsima i istovremeno je sama izvršila ogroman utjecaj na domaću scenu dostižući ubrzo i sama kultni status. U takvoj atmosferi niču, jedna za drugom, mnogobrojne grupe. Ambasadori, osnovani 1968. godine, jedna su od značajnijih. Njen osnivač, klavijaturista Robert Ivanović, stigao je u Sarajevo iz Beograda  ( istoimene grupe ) i uvođenjem duhačkih instrumenata uneo novi zvuk u sarajevsku pop scenu. Nakon što je angažirao Zdravka Čolića, do tada nepozantog sarajevskoj sceni, grupa je dobila upečatljiv vokal i ubrzo postala nenadomjestiv dio sarajevske pop scene. 
Uz Roberta Ivanovića (klavijature) i vokalnog solistu Zdravka Čolića, ostali članovi grupe bili su: Slobodan Vujović - gitara, Slobodan Jerković - bas gitara, Srboljub Stefanović - trombon, Ivica Sindičić - saksofon, Vlatko Anković - truba i Tihomir Določek - bubnjevi 
Prvi nastupi grupe Ambasadori vezani su za prostor Trase, a potom ostalih sarajevskih scena, FIS-a, Sloge te Doma Mladih. U ovom sastavu grupa je djelovala godinu dana, nakon čega se članovi izmjenjuju. Od 1970-ih kroz nju prolaze poznati sarajevski glazbenici: vokali Ismeta Dervoz ( Krvavac), Hajrudin Varešanović, Jasna Gospić, klavijaturist: Vlado Pravdić, bas gitaristi: Ivica Vinković, Enes Bajramović, saksofonist: Andrej Stefanović-Lale, trubač: Krešimira "Keca" Vlašić, bubnjevi: Perica Stojanović, Miroslav Šaranović, Sead Avdić i drugi.1968., godine Kornelije Kovač napušta Indekse, odlazi u Beograd gdje osniva Korni grupu. Uskoro on za sobom povlači Zdravka Čolića. Zdravko Čolić je zamijenio dotadašnjeg solistu Korni grupe Dadu Topića. Otpočevši solo karijeru, 1972 godine, Čolić napušta Korni grupu i postaje jednom od najvećih pop zvijezda Jugoslavije. Ambasadori se gase listopada 1989. godine. Jedini stalni član je bio Slobodan Vujović. 
Sastav je poznat i po tom što je nastupao na Pjesmi Eurovizije i osvojili 17. mjesto, a kasnije dvije popularne pop zvijezde su pjevale u sastavu; Zdravko Čolić (između 1969. i 1971.) i Hari Varešanović.

## Članovi i suradnici grupe
Poznatiji članovi grupe ili suradnici bili su :

### Vokalni solisti
- Zdravko Čolić
- Ismeta Dervoz-Krvavac
- Jasna Gospić
- Hajrudin Varešanović

### Orguljaši, klavijaturisti
- Robert Ivanović
- Vladimir Pravdić
- Sead Džumhur
- Miroslav Maraus
- Sinan Alimanović
- Neven Pocrnjić
- Ranko Rihtman
- Damir Jurišić
- Darko Arkus

### Basisti
- Slavko Jerković
- Zlatko Hold
- Ivan Vinković
- Enes Bajramović
- Hrvoje Tikvicki
- Nenad Čikojević
- Edo Bogeljić
- Nazif Dinarević

### Bubnjari
- Tihomir Doleček
- Perica Stojanović
- Miroslav Šaranović
- Sead Avdić
- Dragan Nikačević
- Velibor Čolović

### Saksofonisti
- Ivica Sindičić
- Andrej Stafanović

### Trombonist
- Srdjan Stefanović

### Trubač
- Krešimir Vlašić

### Gitarist
- Slobodan Vujović

## Diskografija
Grupa je u vrijeme postojanja izdala 22 singl ploče, 2 LP ploče, 4 audio kazete i sudjelovala na više kompilacijskih izdanja LP ploča, audio kazeta i EP ploča koje su izdavali : Beograd disk, Pobeda Kruševac, Jugoton, Diskoton, RTV Ljubljana, EMI International i drugi.

## Uspjesi
Najveći uspjeh i popularnost grupa je postigla na festivalu Vaš Šlager sezone 1975. s pjesmom "Zemljo moja" i na festivalu u Opatiji 1976. i Euroviziji 1976. u Hagu s pjesmom "Ne mogu skriti svoju bol". Procjena je da je prodano oko tri milijuna nosača zvuka sa svim objavljenim pjesmama Ambasadora. Dobili su Estradnu nagradu Jugoslavije 1978., Estradnu nagradu 1979. Bosne i Hercegovine, Zlatnu značku RTV Sarajevo 1976. te niz drugih priznanja.